# Platylabops eupitheciarum
Platylabops eupitheciarum är en stekelart som beskrevs av Heinrich 1961. Platylabops eupitheciarum ingår i släktet Platylabops och familjen brokparasitsteklar. Inga underarter finns listade i Catalogue of Life.